# Simca 1100

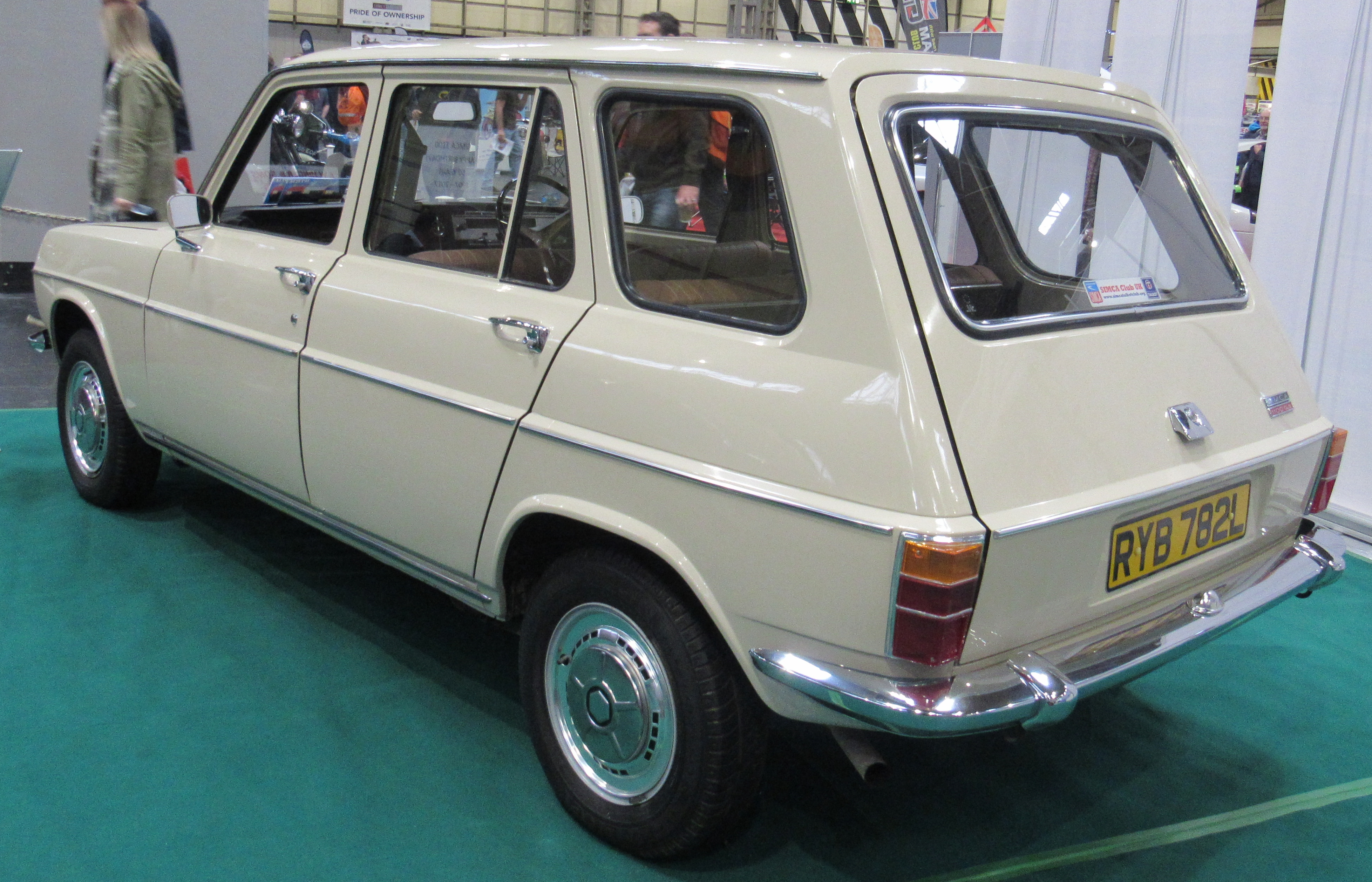
Kombi-versionen Break.

Simca 1100 är en personbil, tillverkad av den franska biltillverkaren Simca mellan 1967 och 1981. Den var Frankrikes mest sålda bil i slutet på 1960-talet.

## 1100
Simca 1100 introducerades på Bilsalongen i Paris 1967. Den uppvisade flera exempel på den allra senaste biltekniken och vidareutvecklade Hundkojekonceptet genom att kombinera ett kompakt tvärmonterat drivpaket med en praktisk halvkombi-kaross. Motorn hämtades från Simca 1000 men i övrigt var bilen helt nykonstruerad. Den hade individuell hjulupphängning runt om med torsionsstavar.
1969 utökades programmet med instegsmodellen 1100 LS. Ett år senare tillkom 1100 Special med större motor. 1974 var Simca en av de första biltillverkarna att erbjuda en GTI-modell, när man presenterade den sportiga 1100 Ti med tvåförgasarmotor. 1100:an fortsatte att tillverkas även sedan Chrysler Europe sålts till PSA-koncernen. Den hann byta namn till Talbot-Simca 1100, innan tillverkningen lades ned i juli 1981. Enda större uppdateringen gjordes 1975 då instrumenteringen moderniserades och bakljusen blev större.
I Sverige såldes till att börja med 1100 halvkombi och kombi. Senare kom Special med 1300-motor och 75 hk. 1974 var det dags för 1100 TI med 1300-motor på hela 82 hk. När avgasreglerna infördes typades bara 1100 LS med 1300-motor in och sista året i Sverige var 1980, då motorn från Simca Horizon på 1442 cc och 66 hk monterades. Simca 1100 fick väldigt bra betyg i svensk press. Bland annat vann bilen ett stort test av småbilar 1976 i Teknikens Värld.
Mest intressant idag är Simca 1100 TI som i Sverige endast såldes 1974 och 1975. Skillnaderna mot en vanlig LS är ganska stora. Motorn var på 1300 cc och hade dubbla tvåports Weber 36-förgasare. Avgassystemet var mer öppet och totalutväxlingen något höjd. Interiören var mycket påkostad med sportratt, varvräknare, oljetrycks- och voltmätare samt analog klocka. Därtill var stolarna mer påkostade och baksätet fälldes på annat sätt så golvet blev plant. Kartläsarlampa och bagagerumsbelysning fanns. Exteriört fanns en mattsvart målad "fartrand" på sidorna och aluminiumfälgar var standard. I fronten fanns spoiler och både fjärr- och dimljus. Den pryltokige blev alltså inte besviken i en 1100 TI. "Simca 1100 TI försöker se ut som ett lyxfnask, men kan inte dölja att hon egentligen är en rejäl hemmafru", skrev Teknikens Värld i ett test 1974. Det bör nämnas att 1974 och 1975 års modell skiljer sig en del, då den senare uppdaterats både in- och utvändigt.  I sammanhanget bör också nämnas att 1100 Special bara var 7 hk svagare och hade en stor del av den utrustning som TI hade.

## 1100 VF
Simca 1100 utgjorde bas för en lätt lastbil och en pickup, kallade Simca VF (Voiture Fourgonette). Modellen, som i Sverige kallades Simca ”Fixaren”, introducerades 1973 och tillverkades fram till 1985.

## Motor
| Modell  | Motor              | Cylindervolym | Effekt | Bränslesystem            |
| ------- | ------------------ | ------------- | ------ | ------------------------ |
| LS      | 4-cyl radmotor ohv | 944 cm³       | 45 hk  | Enkel förgasare          |
| GL      | 4-cyl radmotor ohv | 1118 cm³      | 50 hk  | Enkel förgasare          |
| GLS     | 4-cyl radmotor ohv | 1118 cm³      | 60 hk  | Enkel förgasare          |
| Special | 4-cyl radmotor ohv | 1294 cm³      | 75 hk  | Enkel tvåportsförgasare  |
| Ti      | 4-cyl radmotor ohv | 1294 cm³      | 82 hk  | Dubbla tvåportsförgasare |